# Ешлі Гамільтон
Ешлі Гамільтон (англ. Ashley Hamilton, нар. 30 вересня 1974, Лос-Анджелес, Каліфорнія, США) — американський актор, комік і автор пісень. Він дебютував у 1993 році у фільмі «Бетховен 2». Відтоді він зіграв головні ролі в таких фільмах, як «Загублені в Африці», «Від ключу», «Загублені ангели», «Залізна людина 3». Він зіграв роль Коула Дешанеля в першому сезоні телесеріалу NBC «Кохання та таємниці Сансет Біч».

## Біографія
Гамільтон народився в Лос-Анджелесі в сім'ї акторів Джорджа Гамільтона та Алани Коллінз. Він колишній пасинок музиканта Рода Стюарта.

## Особисте життя
У 19 років Гамільтон привернув увагу ЗМІ, коли він і Шеннен Догерті одружилися, знаючи одне одного лише два тижні. Шлюб тривав всього п'ять місяців до того, як пара розлучилася. Потім він був одружений з акторкою Енджі Евергарт з грудня 1996 року до їхнього розлучення в березні 1997 року.

## Фільмографія
| Рік  |    | Українська назва               | Оригінальна назва        | Роль            |
| ---- | -- | ------------------------------ | ------------------------ | --------------- |
| 1993 | ф  | Бетховен 2                     | Beethoven's 2nd          | Тейлор Деверо   |
| 1994 | ф  | Загублені в Африці             | Lost in Africa           | Майкл           |
| 1997 | с  | Кохання та таємниці Сансет Біч | Sunset Beach             | Коул Дешанель   |
| 1998 | ф  | Навіть не дерева               | Not Even the Trees       | Невідомий       |
| 2001 | ф  | Не тон                         | Off Key                  | Мауріс          |
| 2001 | ф  | Повії та невдахи               | Sluts & Losers           | Бен             |
| 2002 | ф  | Ніколи не виходьте з човна     | Never Get Outta the Boat | Джо             |
| 2003 | с  | В'язниця Оз                    | Oz                       | Стенлі Буковскі |
| 2006 | тф | Ткач снів                      | Dreamweaver              | Вівер           |
| 2006 | ф  | Лагуна вуду                    | Voodoo Lagoon            | Том             |
| 2008 | ф  | Мюзикл недільної школи         | Sunday School Musical    | Особа           |
| 2009 | кф | Жорстокий і незвичайний        | Cruel and Unusual        | Айверсон        |
| 2010 | ф  | Будинок П Ло                   | P Lo's House             | Ешлі            |
| 2012 | с  | Фатальні красуні               | Femme Fatales            | Девлін Грант    |
| 2012 | ф  | Загублений Анджелес            | Lost Angeles             | Брайс           |
| 2013 | ф  | Залізна людина 3               | Iron Man 3               | Джек Таггерт    |
| 2014 | ф  | Фантом                         | Phantom Halo             | Донні           |
| 2014 | кф | Імплантат                      | Implant                  | Белл            |
| 2015 | ф  | Коти танцюють на Юпітері       | Cats Dancing on Jupiter  | Курт            |
| 2016 | ф  | Правила не застосовуються      | Rules Don't Apply        | Рудольф         |
| 2019 | ф  | Готичний урожай                | Gothic Harvest           | Гар             |